# Ferbedo

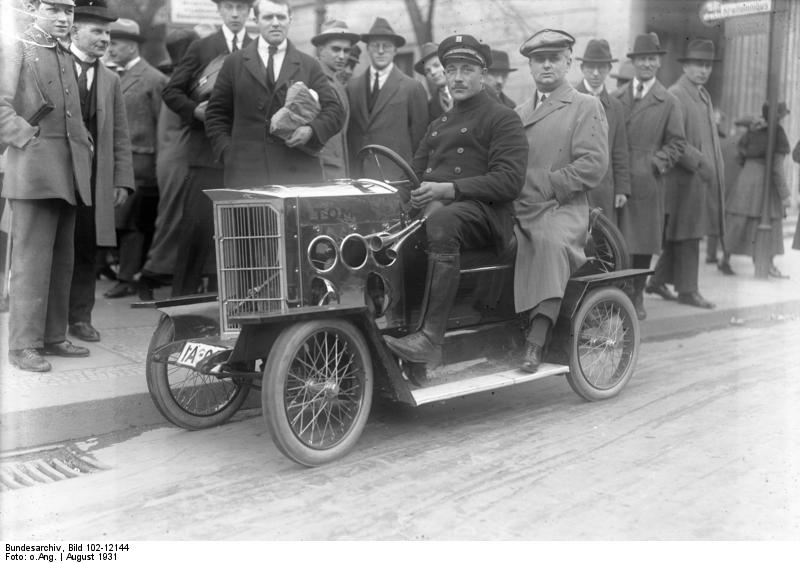
Kleinwagen „Tom“ im Jahr 1924

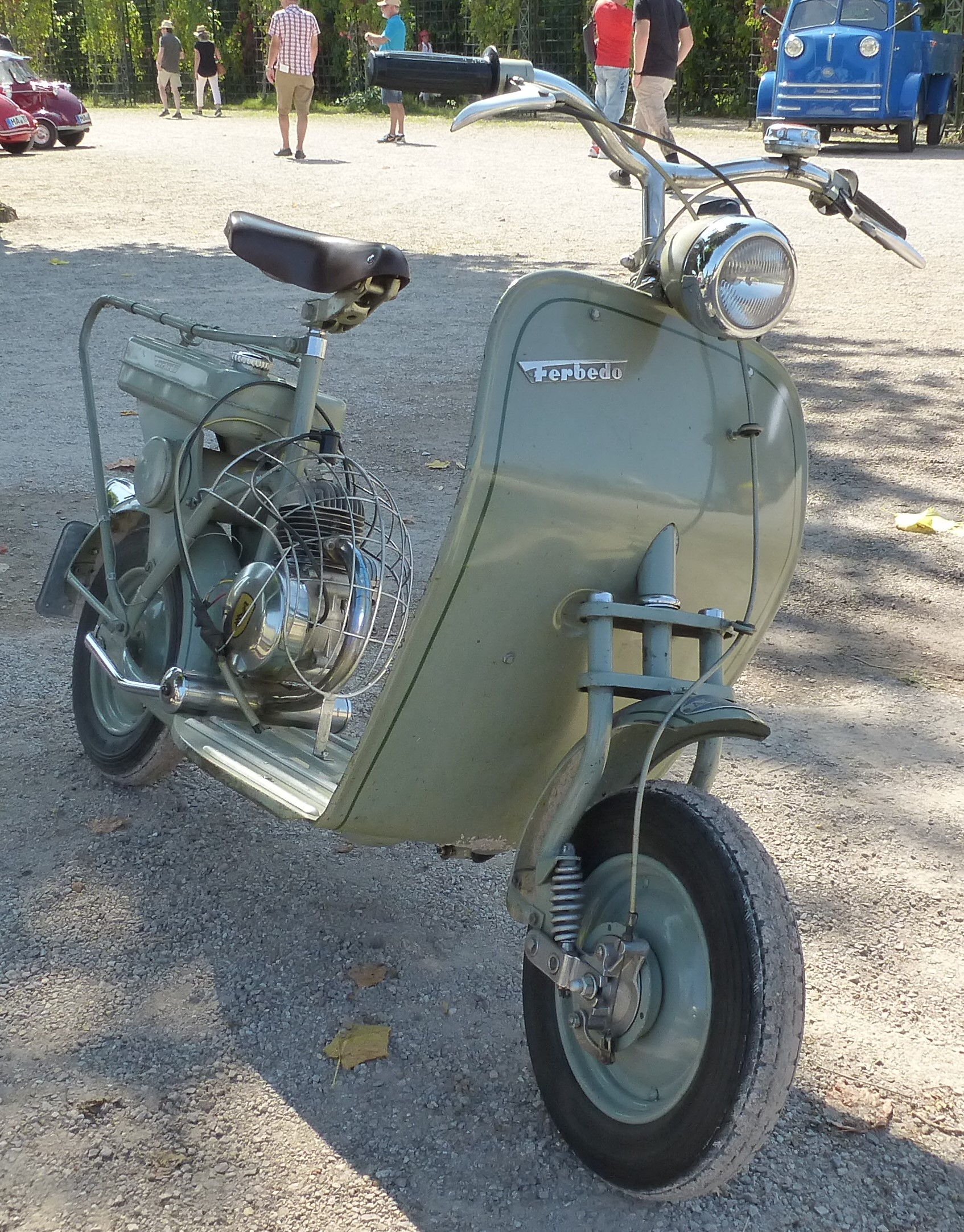
Motorroller von Ferbedo

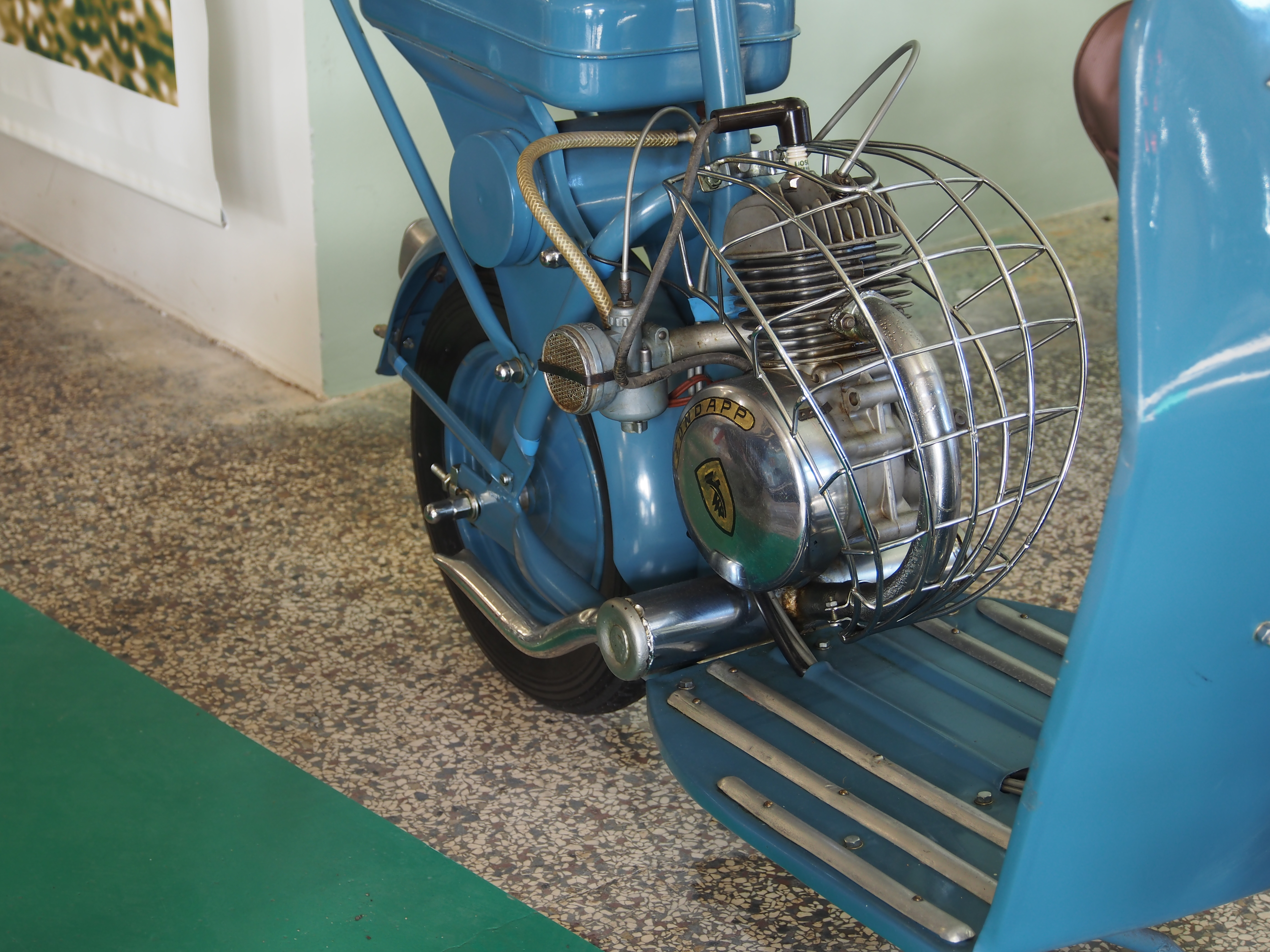
Motor des Motorrollers

Ferbedo war ein deutscher Hersteller von Spielwaren, Automobilen und Motorrädern und musste 2018 Insolvenz anmelden.

## Unternehmensgeschichte
Der Kunstschlosser Ferdinand Bethäuser (1870–1923) aus Konstanz gründete 1898 die Firma Ferdinand Bethäuser in Nürnberg und produzierte zunächst Panzerschränke. Später erfolgte der Umzug an die Fürther Straße 306 in Nürnberg-Doos und die Umbenennung in Ferbedo. Ferbedo steht für Ferdinand Bethäuser Doos. Das Unternehmen hatte seinen Sitz in der Siemensstraße 35 in Fürth.

## Fahrzeuge

### Kinderfahrzeuge
Ab 1914 wurden Kinderfahrzeuge produziert.

### Kraftfahrzeuge
Zwischen 1923 und 1926 entstand ein kleiner dreisitziger Personenwagen mit einem Einzylinder-Einbaumotor von Breuer. Zusätzlich entstand zwischen 1923 und 1924 ein Kleinwagen, sozusagen ein Motorrad mit vier Rädern, auf dessen Sattelbank drei Personen hintereinander Platz nehmen konnten. Zwischen 1953 und 1954 wurde ein einfacher Motorroller R 48 mit einem getriebelosen Zündapp-Zweitaktmotor mit 48 cm³ Hubraum und 1,5 PS Leistung gebaut.